# Johann Karl Zeune
Johann Karl Zeune (né le 29 octobre 1736 à Stolzenhain - mort le 8 novembre 1788 à Wittemberg) était un philologue allemand du XVIIIe siècle.

## Biographie
Né en Saxe, Johann Karl Zeune étudia au lycée de Zeitz puis à l'Université de Leipzig. C'est dans cet établissement qu'il se spécialisa en philologie, qu'il obtint en 1775 une chaire de professeur surnuméraire à la faculté de philosophie, dont il devint titulaire dès l'automne de la même année.
Après avoir édité en 1776 le livre de son professeur Johann Friedrich Christ intitulé « Observations sur la littérature et les arts et particulièrement ceux de l'Antiquité » (Abhandlungen über die Literatur und Kunstwerke vornehmlich des Altertums), il rejoignit l'université de Wittemberg qui lui offrait la chaire ordinaire de grec ancien. Là, il publia les éditions critiques commentées des œuvres de plusieurs auteurs classiques, parmi lesquels Xénophon, Macrobe et Térence. Il réédita en 1777 pour l'Allemagne un cours de grec célèbre, De idiomis præcupuis linguæ Graecæ, œuvre  de l'érudit français François Vigier (Paris 1627). Ses conférences à l'université de Wittenberg étaient, au moins jusqu'en 1785, consacrées au Nouveau Testament ; mais, loin d'en faire une étude suivie, il concentrait la matière de ses cours sur des passages choisis. D'autres conférences traitaient des œuvres de Xénophon, d'Homère, d'Aristophane, de Démosthène, d'Isocrate et de Platon, et enfin des « Antiquités Judaïques » de Flavius Josèphe.

## Œuvres
On a de lui :
- Des éditions de divers écrits de Xénophon (1778-85)
- Une édition améliorée des Idiotismes grecs de Viger (1789).

## Sources
- Marie-Nicolas Bouillet  et Alexis Chassang (dir.), « Jean Charles Zeune » dans Dictionnaire universel d’histoire et de géographie, 1878 (lire sur Wikisource)